# Кондратьев, Михаил Леонидович
Михаил Леонидович Кондра́тьев (1906—1984) — русский советский актёр театра и кино. Народный артист Башкирской АССР (1955), Народный артист РСФСР (1957)

## Биография
Родился 28 декабря 1905 года (10 января 1906 года по новому стилю) в Перми.
В 1924 году окончил школу второй ступени № 4 в Казани. В 1924—1926 годах — ученик, затем помощник мастера Казанского сургучно-мыловаренного завода, в 1925—1926 годах учился на курсах Главполитпросвета в Казани.
Окончил студию Казанского русского театра в 1927 году.
Служил в театрах Казани, Тулы, Смоленска, Нижнего Новгорода, Ульяновска, Оренбурга, Самары.
С 1939 года — актёр Уфимского русского театра, где на протяжении ряда лет актёр исполнял роль В. И. Ленина в спектаклях: «Кремлёвские куранты» (1941, 1945, 1956), «Человек с ружьём» (1945); «Грозовой год» Каплера (1957), «С его именем в сердце» Волкова-Кривуши (1960), «Цветы живые» Погодина (1961).
Также Кондратьев выступал в кино и играл роль В. И. Ленина («Вихри враждебные», «Они были первыми», «По путёвке Ленина»).
Участник Великой Отечественной войны — в 1942—1943 годах — артист бригады по обслуживанию слушателей Военно-политической академии имени В. И. Ленина в Белебее.
В 1945—1979 годах занимался преподавательской деятельностью в Башкирском театральном училище.
Член Коммунистической партии Советского Союза с 1960 года.
Умер 18 сентября 1984 года в Уфе. Похоронен на Южном кладбище в г. Уфе.

## Творчество

### Фильмография
- 1953 — Вихри враждебные — В. И. Ленин
- 1956 — Они были первыми — В. И. Ленин
- 1958 — По путёвке Ленина — В. И. Ленин
- 1959 — В едином строю — В. И. Ленин

## Звания и награды
- Народный артист Башкирской АССР (1955).
- Народный артист РСФСР (1957).
- Награждён орденами Октябрьской Революции, Трудового Красного Знамени и «Знак Почёта».[1]
- Награждён медалями СССР — «За победу над Германией», «За доблестный труд в Великой Отечественной войне», «За доблестный труд. В ознаменование 100-летия со дня рождения В. И. Ленина»; также награждён золотой медалью КНР (1959 год, за исполнение роли В. И. Ленина в фильме «В едином строю»).